# キッズドア
特定非営利活動法人NPOキッズドアは、東京都中央区に事務所を置く、教育系NPO法人（特定非営利活動法人）である。代表は渡辺由美子。子供の貧困に取り組んだ先駆けとなった団体で、主に学習支援を行っている。家庭の経済的な理由により、塾に通えない中学生、高校生の受験指導として「タダゼミ」を実施するほか、東日本大震災の被災した子供に対する学習支援、生活保護世帯、児童養護施設、母子生活支援施設での学習支援を行っている。

## 沿革
- 2006年1月 : 団体設立
- 2008年10月 : 特定非営利活動法人可
- 2009年9月 : 無料の高校受験対策講座タダゼミ開始
- 2010年4月 :東日本大震災の被災者支援開始
- 2012年1月 : 目黒区生活保護世帯の生徒向け学習支援開始
- 2012年5月 ：東京都教育庁とのキャリア教育連携事業開始
- 2012年7月 ：世田谷区ひとり親家庭の子供の学習支援実施[2][1]

## 事業内容
- タダゼミ
- ひとり親家庭の小学生、中学生への学習支援
- 生活保護世帯の中学生、高校生への学習支援
- 児童養護施設、母子生活支援施設での学習支援[2]

## 主なメディア掲載
- 2016/3/29
教育新聞　電子版〔ガクボラ〕報告会 貧困による教育格差解消へ
- 2016/3/25
NHK総合テレビ「おはよう日本」制服リユースに関する理事長渡辺のコメン
- 2016/3/22
『月刊日本』4月号「貧困の連鎖を断ち切れ！」理事長渡辺のインタビュー記事
- 2016/3/18
TOKYO MXテレビ「モーニングCROSS」足立区居場所での活動紹
- 2016/3/15
ANA総合研究所発行 『ていくおふ』誌No.141　チャレンジする人びと第1回、「日本の子どもの貧困の現状と解決に向けての取り組み」（理事長渡辺執筆）
- 2016/3/15
『子どもの権利条約　NEWS LETTER』特集：震災から5年 東北の子どもたちは今「これまでの5年間と、そこから見えてくる今後の課題」（理事長渡辺執筆）[2]

## 支持者
- 代表者の渡辺由美子は、民進党2017年度定期大会で来賓として招かれ、あいさつをしている[3]。
- 2021年には安倍昭恵が会長を務める社会貢献支援財団から奨励賞の表彰を受けている[4]。
- 昭恵の夫である安倍晋三を名乗る匿名寄付者たちから2024年7月20日から29日までに1500万円以上の寄付をされている[5]。

## 関係者
- 前川喜平がボランティアをしている。素性を明かさずにWEBから申し込み、「登録しているボランティアの中で唯一、2017年度全ての学習会に参加する」に○をつけた唯一の人であるなど、最も熱心であったという[6]。